# Tara (tidskrift)
Tara är en svensk tidning som riktar sig till medelålders kvinnor. Den innehåller bland annat avsnitt om träning, kost och diet, utseende, mode, relationer och biografier. Tidningen är en del av Bonnierkoncernen, och startades på initiativ av Amelia Adamo.

## Chefredaktörer
- Maggan Hägglund 2000-
- Stina Abenius 2004-2009
- Ann Fredlund